# Kimberley McRae
Kimberley McRae (née le 24 mai 1992 à Calgary, dans l'Alberta) est une lugeuse canadienne.

## Carrière
Kimberley McRae débute en équipe nationale en 2009 et commence à participer régulièrement aux épreuves de la Coupe du monde (le plus haut niveau international) durant la saison 2011-2012. L'hiver suivant, elle prend part aux Championnats du monde à Whistler et finit septième. En 2013-2014, elle obtient son premier podium en Coupe du monde en terminant troisième de la manche d'Altenberg puis participe aux Jeux olympiques d'hiver de 2014 où elle se classe cinquième en individuel.

## Palmarès
- Coupe du monde
  - Meilleur classement général : 9e en 2014.
  - 1 podium : 1 troisième place.